# Torreya; a Monthly Journal of Botanical Notes and News
Torreya; a Monthly Journal of Botanical Notes and News, (abreujat Torreya), va ser una revista amb il·lustracions i descripcions botàniques que va ser editada pel Torrey Botanical Club a Nova York. Es van publicar 45 números des de 1901 fins a 1945.